# Натурно
Натурно (італ. Naturno) — муніципалітет в Італії, у регіоні Трентіно-Альто-Адідже,  провінція Больцано.
Натурно розташоване на відстані близько 550 км на північ від Рима, 70 км на північ від Тренто, 39 км на північний захід від Больцано.

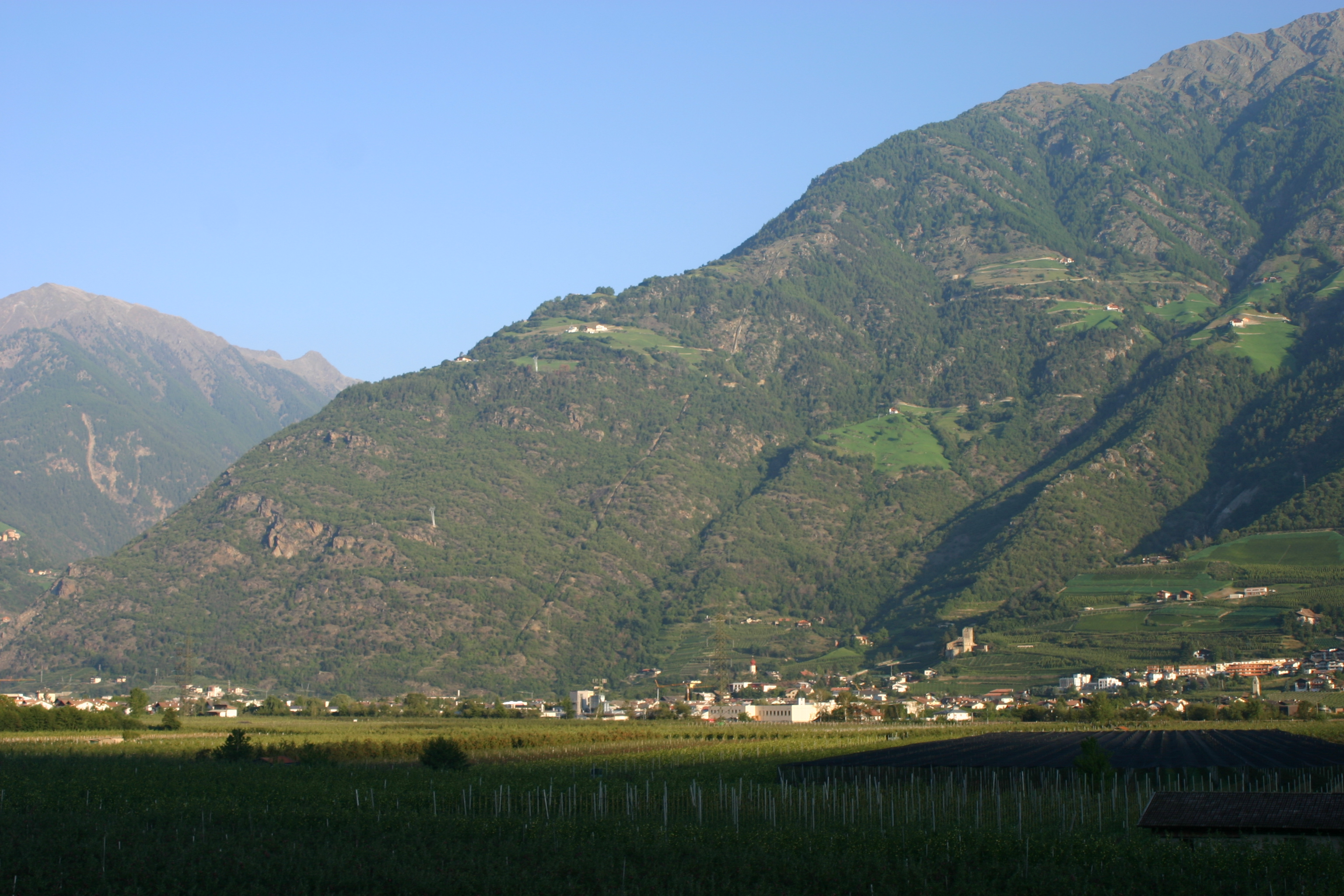

Населення — 5731 особа (2014).

## Демографія
Населення за роками:

Станом на 1 січня 2023 року в муніципалітеті офіційно проживали 593 іноземці з 48 країн, серед них 273 громадяни країн Євросоюзу та 7 громадян України.

## Сусідні муніципалітети
- Кастельбелло-Чіардес
- Лагундо
- Лана
- Парчинес
- Плаус
- Сан-Панкраціо
- Сеналес
- Ультімо